# 10500 Nishi-koen
10500 Nishi-koen este un asteroid din centura principală de asteroizi.

## Descriere
10500 Nishi-koen este un asteroid din centura principală de asteroizi. A fost descoperit pe 3 aprilie 1987 la Ayashi de Masahiro Koishikawa. Asteroidul prezintă o orbită caracterizată de o semiaxă mare de 2,68 ua, o excentricitate de 0,20 și o înclinație de 11,1° în raport cu ecliptica.